# Bolnisi (distrikt)
Bolnisi (georgiska: ბოლნისის მუნიციპალიტეტი, Bolnisis munitsipaliteti) är ett distrikt i Georgien. Det ligger i regionen Nedre Kartlien, i den sydöstra delen av landet, 40 km sydväst om huvudstaden Tbilisi. Antalet invånare år 2014 var 53 590. Administrativt centrum är staden Bolnisi.